# Вертикальна інтеграція
Вертикальна інтеграція (також вертикальна концентрація) — в мікроекономіці ступінь володіння одним холдингом, інфраструктурою, бізнес-процесами, технологіями, компетенціями і т. д. в ланцюжку процесів виробництва товару або послуги (напрямок до постачальників сировини — назад; напрямок до споживачів — вперед). Вертикально інтегровані холдинги контролюються загальним власником. Зазвичай кожна компанія холдингу виробляє різний продукт або послугу для задоволення спільних потреб.
Наприклад, у сучасному сільському господарстві у більшості випадків існує такий ланцюжок: збір продукту, його переробка, сортування, пакування, зберігання, транспортування та продаж продукту кінцевому споживачеві. Фірма, яка контролює всі або декілька ланок подібного ланцюга — вертикально інтегрована. Вертикальна інтеграція — це протилежність горизонтальної інтеграції. Монополія, створена за допомогою вертикальної інтеграції, називається вертикальною монополією.